# Trish Regan
Patricia Ann Regan (født 13. december 1972), kendt under navnet Trish Regan, er en amerikansk konservativ tv-vært. I marts 2020 blev hun fjernet som vært fra Fox Business som følge af kontroversielle udtalelser omkring COVID19 .

## Kontrovers om fakta om Danmark
I et tv-indslag i 2018 beskrev hun Danmark som et dovent land, hvor alle ville arbejde for staten, ingen ville færdiggøre deres uddannelse, alle ville åbne cupcake-restauranter, og ingen havde lyst til at arbejde. De påstande, hun fremførte, står i diametral modsætning til internationale statistikker. 